# Dražko
Dražko (latinsky Thrasucon, Drascon) byl obodritský kníže od roku 795 až do své smrti v roce 810. Nastoupil po svém otci Vlčanovi, který byl přepaden a zabit Sasy. Dražko Sasy porazil v bitvě u Börnhoved roku 798. Byl zavražděn v Reriku v roce 810. Dražko zplodil syna Čedraga. Dražko je též některými historiky považován za bratra Godelaiba.

## Rostoucí význam kmene Obodritů

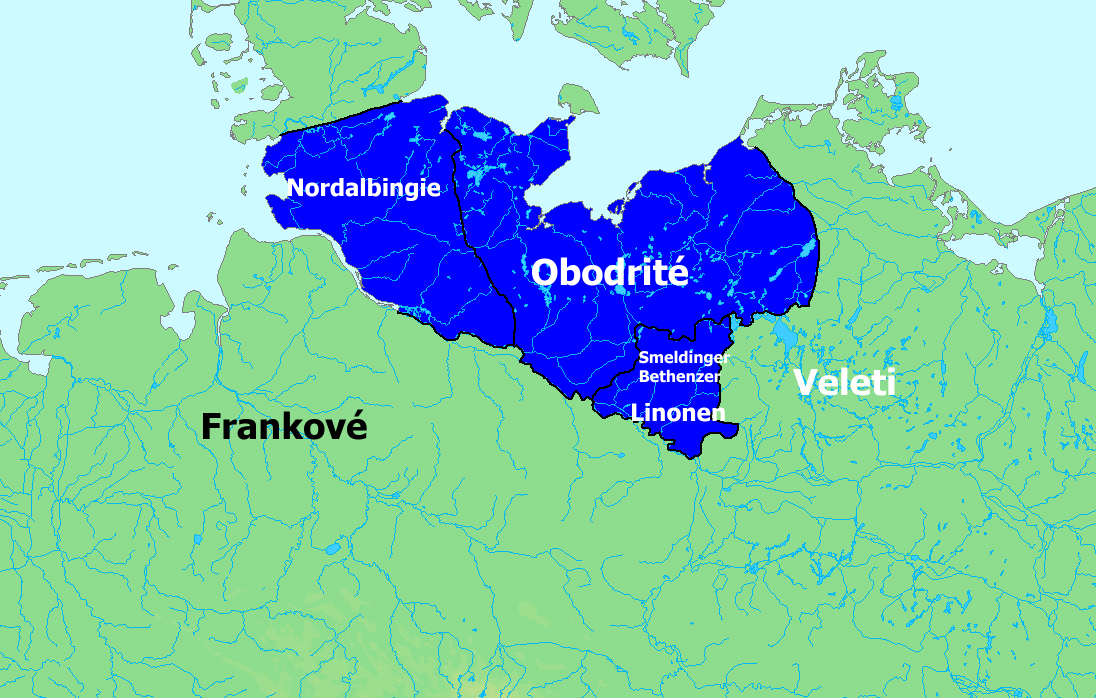
Rozsah území kmene Obodritů za panování vévody Dražka

Dražko se v písemných pramenech poprvé objevuje k roku 798, kdy porazil Sasy z Nordalbingie v bitvě u Bornhöved za podpory franských oddílů. Byl věrným spojencem Karla Velikého. Dražko byl v roce 804 na sjezdu v Hollenstedtu oceněn titulem „král”, pravděpodobně se svolením přítomných obodritských velmožů.
Předpokládá se, že tato událost předznamenala větší konsolidaci území kmene Obodritů. Císař Karel Veliký Dražkovi rovněž udělil region Nordalbingie po vyhnání zdejších 10 000 Sasů. Učinil tak zřejmě proto, aby se usnadnilo podmaňování kmenů sousedících s Franskou říší.
Mezi lety 795–808 zažil stát Obodritů největší územní rozkvět.

## Dánský vpád a konsolidace státu
Nárůst moci obodritského státu se však setkal s odporem dánského krále Godfreda. V roce 808 napadl dánský král Godfred, ve spojenectví s Velety, obodritské území. Útočníci, využívající nespokojenosti některých kmenů kvůli politice knížete Dražka a rovněž vzhledem k faktu, že dobyli několik hradů a důležitou obchodní osadu Rerik, donutili Dražka ze země uprchnout.
Poté, co se Dražko roku 809 do země navrátil, začal obnovovat svou nadvládu nad kmenem Smolinců, kteří vůči Obodritům vyhlásili nezávislost v roce 808. Potom, co se Dražko ujistil o neutralitě ze strany dánského Godfreda, uzavřel s ním smír a vyslal k němu jako rukojmího svého syna (možná Čedraga), následně Dražko přistoupil k obléhání hlavní pevnosti kmene Smolinců s názvem Connoburg. Také Dražko zorganizoval odvetné tažení proti Veletům. V důsledku těchto událostí byli Smolinci podrobeni Obodrity.
V roce 810 byl však Dražko na příkaz dánského panovníka Godfreda v Reriku zavražděn.